# Arquidiocese de Milwaukee
A Arquidiocese de Milwaukee (Archidiœcesis Milvauchiensis) é uma é uma circunscrição eclesiástica da Igreja Católica situada em Milwaukee, Wisconsin, Estados Unidos. Seu atual arcebispo é Jeffrey Scott Grob. Sua Sé é a Catedral de São João Evangelista de Milwaukee.
Possui 204 paróquias servidas por 676 padres, contando com 28,4% da população jurisdicionada batizada.

## História
A diocese de Milwaukee foi ereta em 28 de novembro de 1843, recebendo o território da diocese de Detroit (hoje arquidiocese). Originariamente era sufragânea da arquidiocese de Baltimore.
Em 19 de julho de 1850 passou a fazer parte da província eclesiástica da arquidiocese de Saint Louis e cede uma parte do seu território em vantagem da ereção da diocese de Saint Paul (atual arquidiocese de Saint Paul e Minneapolis).
Em 3 de julho de 1868 cede outras partes de território em vantagem da ereção da diocese de Green Bay e de La Crosse.
Em 12 de fevereiro de 1875 é elevada ao posto de arquidiocese metropolitana.
Em 22 de dezembro de 1945 cedeu uma outra porção do território para a criação da diocese de Madison.
Em 4 de janeiro de 2011 a arquidiocese foi obrigada a declarar falência por causa de indenização às vítimas de padres pedófilos.

## Prelados
| #                   | Nome                                  | Período    | Notas                            |
| Arcebispos          | Arcebispos                            | Arcebispos | Arcebispos                       |
| ------------------- | ------------------------------------- | ---------- | -------------------------------- |
| 12º                 | Jeffrey Scott Grob                    | 2024-      | Atual                            |
| 11º                 | Jerome Edward Listecki                | 2009-2024  | Arcebispo emérito                |
| 10º                 | Timothy Michael Dolan                 | 2002-2009  | Nomeado Arcebispo de Nova Iorque |
| 9º                  | Rembert George Weakland, O.S.B.       | 1977-2002  |                                  |
| 8º                  | William Edward Cousins †              | 1958-1977  |                                  |
| 7º                  | Albert Gregory Meyer †                | 1953-1958  | Nomeado Arcebispo de Chicago     |
| 6º                  | Moses Elias Kiley †                   | 1940-1953  |                                  |
| 5º                  | Samuel Alphonsus Stritch †            | 1930-1939  | Nomeado Arcebispo de Chicago     |
| 4º                  | Sebastian Gebhard Messmer †           | 1903-1930  |                                  |
| 3º                  | Frederick Francis Xavier Katzer †     | 1891-1903  |                                  |
| 2º                  | Michael Heiss †                       | 1881-1890  |                                  |
| 1º                  | John Martin Henni †                   | 1875-1881  |                                  |
| Arcebispo-coadjutor |                                       |            |                                  |
|                     | Michael Heiss                         | 1880-1881  |                                  |
| Bispo-auxiliar      |                                       |            |                                  |
|                     | Jeffrey Robert Haines                 | 2017-atual |                                  |
|                     | James Thomas Schuerman                | 2017-atual |                                  |
|                     | Donald Joseph Hying                   | 2011-2014  | Nomeado Bispo de Gary            |
|                     | William Patrick Callahan, O.F.M.Conv. | 2007-2010  | Nomeado Bispo de La Crosse       |
|                     | Richard John Sklba                    | 1979-2010  |                                  |
|                     | Leo Joseph Brust                      | 1969-1991  |                                  |
|                     | Roman Richard Atkielski               | 1947-1969  |                                  |
|                     | Edward Kozlowski                      | 1913-1915  |                                  |
|                     | Joseph Maria Koudelka                 | 1911-1913  | Nomeado Bispo de Superior        |
| Bispo               |                                       |            |                                  |
| 1º                  | John Martin Henni †                   | 1843-1875  |                                  |